# گرانیت (مریلند)
گرانیت (به انگلیسی: Granite) یک منطقهٔ مسکونی در ایالات متحده آمریکا است که در شهرستان بالتیمور، مریلند واقع شده‌است. گرانیت ۱۳۹٫۹ متر بالاتر از سطح دریا واقع شده‌است.